# Redwood City, California
Thành phố Redwood là một thành phố nằm trên bán đảo San Francisco ở phía bắc vùng Vịnh San Francisco, khoảng 27 dặm (43 km) về phía nam San Francisco, và 24 dặm (39 km) về phía tây bắc San Jose. Thành phố này thuộc quận San Mateo trong tiểu bang California, Hoa Kỳ. Thành phố là quận lỵ quận San Mateo thung lũng Silicon, Thành phố Redwood có nhiều công ty công nghệ toàn cầu gồm Oracle, Electronic Arts, Evernote, Box, và Informatica. Thành phố có tổng diện tích 89,677 km², trong đó diện tích đất là 50,297 km². Theo điều tra dân số Hoa Kỳ năm 2010, thành phố có dân số 76.815 người.
Thành phố Redwood có lịch sử kéo dài từ thời khu vực này là nơi định cư của người Ohlone cho đến khi là một cảng gỗ và các hàng hóa khác, vị trí của nó là trung tâm của quận San Mateo. Ngày nay, thành phố được biết đến như là nơi đóng trụ sở của một số công ty công nghệ như Oracle và Electronic Arts.. Cảng Redwood City là cảng nước sâu duy nhất bên vùng vịnh San Francisco phía nam của San Francisco.